# 泰奥多尔·迪科
让-艾蒂安-泰奥多尔·迪科（法語：Jean-Étienne-Théodore Ducos；1801年4月22日—1855年4月17日），法国政治人物、船主。

## 生平
让-艾蒂安-特奥多尔·迪科于1801年4月22日出生在法国波尔多的一个船主家庭。1834年，迪科被选为波尔多市议员。在1848年之前，他一直是波拿巴王朝的反对派。1848年二月革命后，他被选入制宪议会。
迪科在1849年5月的选举中失利，但几个月后被选为塞纳省代表。他转而效忠于波拿巴主义者。1851年1月9日，迪科担任海事与殖民地部长，并接受了尼古拉·尚加尼耶将军的解职。他和其他内阁同事在当月被迫下台，但在1851年12月2日政变后的第二天被重新任命。在他执政期间，为军队开发了蒸汽船，法国也占领了新喀里多尼亞。克里米亚战争期间，他负责组织军事运输。
1853年3月4日，迪科成为参议员，1855年4月17日在任上去世。